# Mechanizm ryglowy
Mechanizm ryglowy – mechanizm broni palnej służący do mechanicznego łączenia (ryglowania) lufy z zamkiem przed strzałem, a następnie rozłączania tych elementów po strzale (odryglowanie).
Mechanizm ryglowy składa się z zespołu ryglowego odpowiadającego za połączenie zamka z lufą oraz elementów pomocniczych wymuszających odryglowanie i zaryglowanie w czasie cyklu pracy broni. Mechanizmy ryglowe mogą być uruchamiane ręcznie (broń nieautomatyczna), siłą ciśnienia gazów prochowych lub przy pomocy zewnętrznych silników (broń automatyczna i półautomatyczna)
Podział mechanizmów ryglowych:
- z ryglami ruchomymi
  - dźwigniowymi
  - odchylnymi
  - rolkowymi
  - klinowymi
  - krańcowymi
- z przekoszeniem zamka
- z obrotem
  - zamka
  - tłoka zaporowego
  - tulei ryglowej
- kolankowo-dźwigniowe
- z lufą odchylną